# Huschepusch
Huschepusch liegt auf dem Gebiet der Stadt Lübbenau/Spreewald im Landkreis Oberspreewald-Lausitz in Brandenburg. Die Kernzone im Biosphärenreservat Spreewald
ist Teil des 57,45 km² großen Naturschutzgebietes Innerer Oberspreewald. Sie liegt östlich der Kernstadt Lübbenau und nordwestlich von Lehde, einem Ortsteil von Lübbenau.

## Bedeutung
Bei dem „Naturschutzgebiet von zentraler Bedeutung“ handelt es sich um eine „reich strukturierte aufgelassene Wiesenlandschaft im Stadium fortschreitender Verbuschung durch Grauweide.“